# Římskokatolická farnost Dřevohostice
Římskokatolická farnost Dřevohostice je územním společenstvím římských katolíků v rámci přerovského děkanátu olomoucké arcidiecéze s farním kostelem svatého Havla.

## Historie
Nejstarší písemná zmínka o Dřevohosticích pochází z roku 1326. V 16. století byly Dřevohostice významnou základnou Jednoty bratrské, kterou podporovali Žerotínové. Postavila v městečku zvonici, měla tu hřbitov a dokonce školu, která byla nejstarší bratrskou školou na Moravě, neboť byla založena již roku 1561. Po třicetileté válce se museli čeští bratři vystěhovat. 
Farní kostel sv. Havla byl původně bratrským sborem, jak dokládá nápis na jeho větrníčku – I B A 1579, což znamená Jan Blahoslav Apterix (= bezperý). Současný vzhled získal kostel po roce 1771.

## Kněží farnosti

### Duchovní správci
Do června 2024 byl ve farnosti farářem R. D. Mgr. Zdeněk Mlčoch. Od 1. července téhož roku ho vystřídal R. D. Marek Výleta.

### Rodáci z farnosti
- R.D. Cyril Vrbík (1927–2002), pozdější farář v Dubu nad Moravou, kde se stal na faře obětí vraždy

## Bohoslužby
| Kostel        | Místo        | Bohoslužba (den)                       | Hodina                               | Poznámka     |
| ------------- | ------------ | -------------------------------------- | ------------------------------------ | ------------ |
| svatého Havla | Dřevohostice | neděle středa pátek 1. sobota v měsíci | 10.30 18.00 7.30 v létě, 8.00 v zimě | Farní kostel |

## Aktivity farnosti
Ve farnosti se pravidelně koná tříkrálová sbírka. V roce 2017 se při ní v Dřevohosticích vybralo 27 022 korun.
V letech 1995 až 2018 vycházel pro všechny farnosti děkanátu Přerov měsíčník Slovo pro každého.